# Казаков, Александр Игнатьевич
Александр Игнатьевич Казаков (8 ноября 1897, Севастополь, Таврическая губерния, Российская империя — 1969, Днепропетровск, УССР, СССР) — советский военачальник, полковник (1943).

## Биография
Родился 8 ноября 1897 года в городе Севастополе. Русский. С 1913 года по 1917 год работал саночником и коноводом на антрацитных рудниках «Шушмана», «Жданова» и «Нецвитное» в городе Шахты.

### Военная служба

#### Первая мировая война и революция
В 1917 году был призван на военную службу и направлен в 272-й запасной полк в городе Новочеркасске, однако вскоре возвращён обратно на рудники для работы «на оборонку». В декабре избран комиссаром мелких объединённых рудников, из работников которых сформировал красногвардейский отряд. Участвовал с ним в подавлении восстания в Донской области.

#### Гражданская война
В феврале — марте 1918 года под ударами германских войск и белоказаков генерала П. Н. Краснова отряд отступил сначала в город Ростов-на-Дону, затем в Батайск. Здесь его остатки влились в 1-й Всероссийский коммунистический кавалерийский полк. В его составе Казаков весь 1918 год воевал пулемётчиком против частей Добровольческой армии генерала А. И. Деникина в Кубанской и Терской областях и в Ставропольской губернии. В последующем с полком отступал через Моздок, Кизляр, Астраханские степи до селения Канглы, где заболел тифом и был эвакуирован в тыл. После выздоровления назначен помощником командира взвода в отдельный батальон при штабе Южного фронта. С переездом штаба фронта в город Серпухов и переименованием его в штаб Юго-Западного фронта батальон был переформирован в отдельный полк, который сражался с конницей генерала К. К. Мамонтова. В мае 1920 года Казаков направлен на учёбу на 1-е Московские Кремлёвские командные курсы. В августе из личного состава курсов была сформирована 2-я Московская бригада курсантов, а Казаков назначен в ней командиром взвода 4-го полка. Бригада была направлена на Кубань, где участвовала в ликвидации морского десанта генерала С. Г. Улагая, в боях с белогвардейскими частями генерала М. А. Фостикова и подавлении восстаний в Дагестане. После ликвидации бандформирований имама Н. Гоцинского в горах Дагестана бригада была передислоцирована в город Баку, где на её базе в мае 1921 года были сформированы 7-е Армавирские курсы. В их составе Казаков проходил службу командиром взвода и помощником командира роты.

#### Межвоенные годы
В январе 1923 году он назначен начальником пулемётной команды 5-го Кавказского стрелкового полка 2-й Кавказской стрелковой дивизии им. А. К. Степина в городе Баку. С сентября 1924 года по август 1925 года проходил переподготовку на окружных повторных курсах в городе Тифлисе, после которых продолжил службу в полку командиром роты. В апреле 1928 года Казаков поступил в Военную академию РККА им. М. В. Фрунзе. В мае 1931 года окончил её по 1-му разряду и был направлен на КУНС ВВС РККА при Военно-воздушной академии РККА им. профессора Н. Е. Жуковского. После их окончания в августе назначен помощником начальника штаба ВВС ЛВО. С сентября 1932 года исполнял должность начальника штаба эскадрильи 9-й школы военных пилотов УВО в городе Харькове. В июле 1935 года переведён на ту же должность в Военную школу летчиков и летчиков-наблюдателей сухопутной и морской авиации ВМС РККА им. И. В. Сталина в городе Ейске. С января 1938 года майор Казаков — преподаватель тактики, затем — начальник военного цикла в Мелитопольском военном авиаучилище (16-я военная школа лётчиков-наблюдателей). В мае 1941 года был назначен начальником цикла тактики Кременчугской военной авиашколы.

#### Великая Отечественная война
В начале войны подполковник Казаков в сентябре 1941 года назначен преподавателем общей тактики Военной академии командного и штурманского состава ВВС Красной армии в городе Чкалове.
В марте 1943 года он был переведён заместителем командира 34-й гвардейской стрелковой дивизии, находившейся на доукомплектовании после боёв под Сталинградом. С апреля 1943 года дивизия входила в состав 31-го гвардейского стрелкового корпуса 5-й ударной армии Южного фронта. В июне Казаков был освобождён от должности и в августе назначен заместителем командира 126-й стрелковой дивизии. В её составе проявил себя смелым и бесстрашным офицером. В августе — сентябре 1943 года дивизия участвовала в Донбасской наступательной операции, ведя наступление в направлении города Горловке, и 4 сентября освободила этот город. В ознаменование одержанной победы она была удостоена наименования «Горловская» (08.09.1943). В октябре дивизия была передислоцирована в район Молочанска, где заняла оборону по западном берегу реки Молочной. С 16 октября её части в составе 51-й армии Южного, затем 4-го Украинского фронтов участвовали в Мелитопольской наступательной операции. За образцовое выполнение боевых заданий командования на фронте борьбы с немецкими захватчиками и проявленные при этом доблесть и мужество она была награждена орденом Красного Знамени (23.10.1943). В апреле — мае 1944 года дивизия в составе 2-й гвардейской армии 4-го Украинского фронта участвовала в Крымской наступательной операции. За образцовое выполнение боевых заданий командования при прорыве сильно укреплённой обороны противника на Перекопском перешейке и в озёрных дефиле на южном побережье Сиваша она была награждена орденом Суворова 2-й степени (24.04.1944), а за освобождение Севастополя — орденом Красного Знамени (24.05.1944). После завершения боёв в Крыму дивизия в составе армии была выведена в резерв Ставки ВГК и переброшена в район городов Ельни и Дорогобужа.
С 11 июня 1944 года полковник Казаков вступил в командование 126-й стрелковой Горловской дважды Краснознаменной ордена Суворова дивизией. В конце июля она в составе армии вошла в подчинение 1-го Прибалтийского фронта и участвовала в Шяуляйской наступательной операции. Однако проявить себя как командир дивизии полковник Казаков не сумел, из-за чего дивизия понесла значительные потери личного состава при овладении городом Шауляем. В результате он был освобождён от должности и 3 октября назначен заместителем командира 90-й гвардейской стрелковой Витебской Краснознаменной дивизии, входившей в состав 6-й гвардейской армии. В сентябре — октябре участвовал с ней в Прибалтийской, Рижской и Мемельской наступательных операциях, в боях по уничтожению курляндской группировки противника под Либавой и в районе м. Приекуле. С 7 февраля 1945 года дивизия была выведена в резерв 2-го Прибалтийского фронта и сосредоточена в районе Вайнёде, затем оттуда совершила марш в район ст. Юге. С 14 марта она входила в состав Белорусско-Литовского ВО. С 26 марта 1945 года полковник Казаков до конца войны состоял в распоряжении ГУК НКО.

#### Послевоенное время
В мае 1945 года полковник Казаков направлен в распоряжение главнокомандующего Войском польским, где 9 июня назначен заместителем командира 1-го пехотного корпуса Войска польского. В октябре 1945 года был зачислен в распоряжение ГУК НКО, а 14 декабря 1945 года гвардии полковник Казаков уволен в запас по болезни.

## Награды
- орден Ленина (21.02.1945)[3][4]
- два ордена Красного Знамени (06.11.1943[5], 03.11.1944[4][6])
  - медали в том числе:
  - «XX лет Рабоче-Крестьянской Красной Армии» (1938)[5]
  - «За победу над Германией в Великой Отечественной войне 1941—1945 гг.» (1945)